# マーク・スミス (実業家)
マーク・スミス（Mark Smith）は、アメリカ合衆国フロリダ州出身の企業家。

## 解説
日本におけるITビジネスのパイオニアであり、2004年12月1日に東京に拠点を置くITに特化した人材派遣・紹介会社スキルハウス・スタッフィング・ソリューションズ株式会社を1億2000万円の投資で設立。